# Zbór kalwiński w Sulechowie
Zbór kalwiński – dawna świątynia protestancka znajdująca się w Sulechowie, w powiecie zielonogórskim, w województwie lubuskim.
Pozwolenie na budowę zboru gmina kalwińska uzyskała w 1751 roku, dzięki przychylności króla pruskiego. W 1752 roku rozpoczęły się prace budowlane i trwały 13 lat. Po zakończeniu prac powstał zbór w stylu późnobarokowym, posiadający interesującą fasadę, której osią jest wieża przykryta dachem namiotowym. Nad wejściem jest umieszczony trójkątny przyczółek, w którym umieszczony jest kartusz. Po zakończeniu II wojny światowej zbór był siedzibą domu katolickiego. W 2007 roku świątynia została odrestaurowana i przeznaczona na cele kulturalne. Obecnie mieści się w niej sala widowiskowo-koncertowa Sulechowskiego Domu Kultury im. Fryderyka Chopina.